# Maandverband

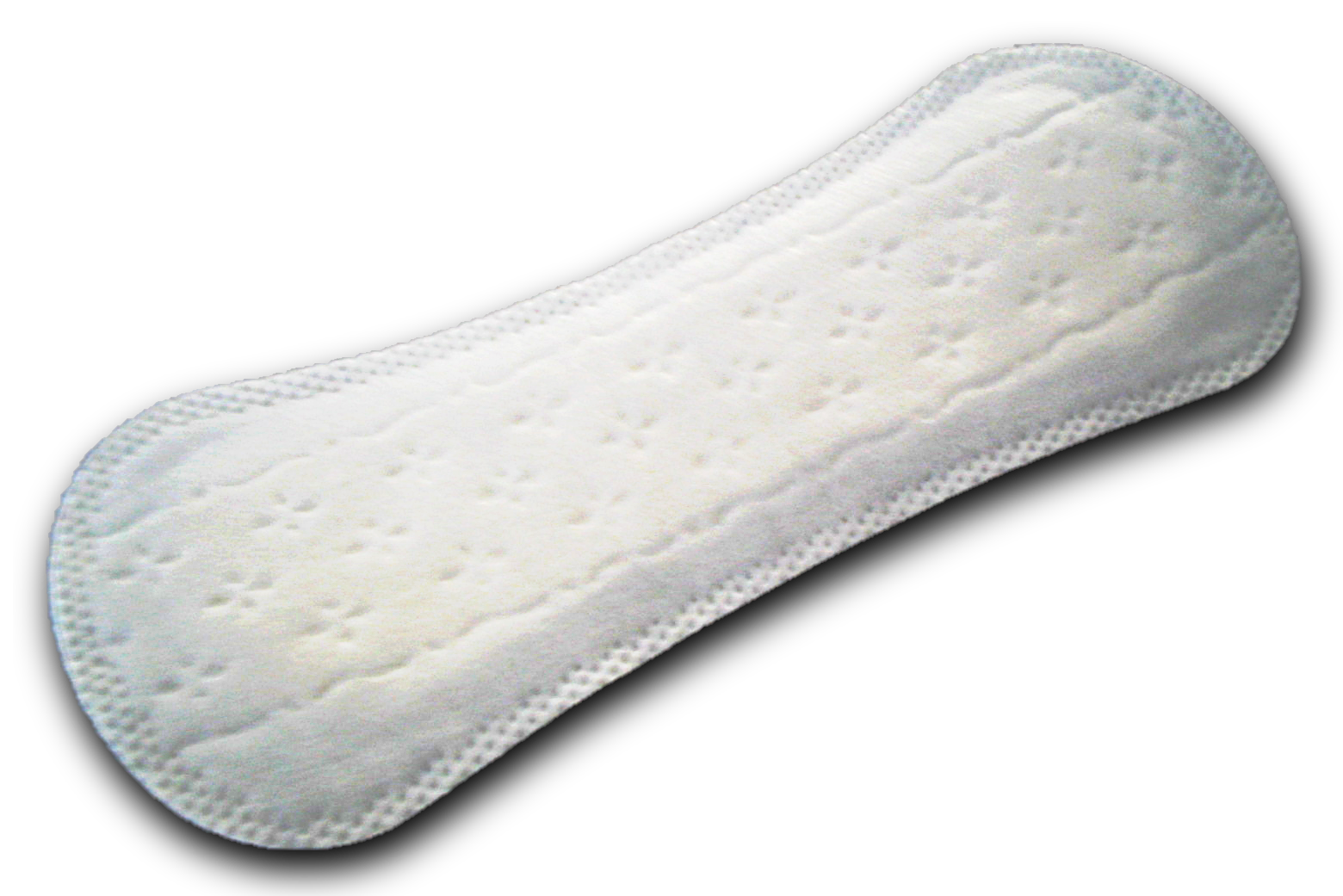
Maandverband

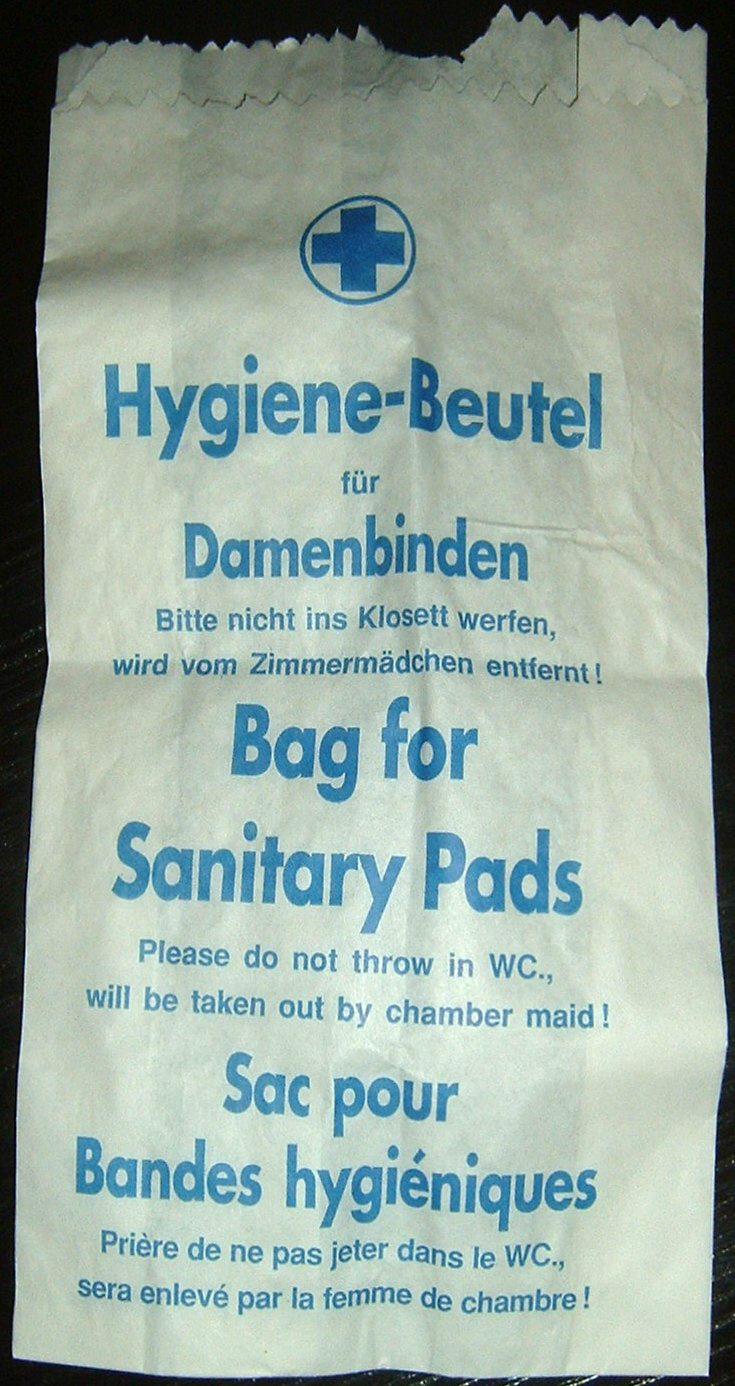
Maandverbandwegwerpzakje

Maandverband (ook wel damesverband) is een hulpmiddel om de gevolgen van de maandelijkse menstruatie van vrouwen op hygiënische wijze op te vangen. Tot diep in de jaren 60 maakten alle vrouwen in West-Europa nog maandelijks gebruik van katoenen lappen om menstruatiebloed op te vangen, tegenwoordig zijn de gangbare vormen synthetische wegwerpartikelen van celstof. Dit maandverband is absorberend en heeft aan de onderkant een plakstrook, waarmee het aan de onderbroek kan worden vastgemaakt. Katoenen maandverband is nog wel verkrijgbaar, maar alleen bij speciaalzaken of via internet.
Maandverband kent in vergelijking met alternatieven veel voordelen: men ziet als het verband moet vervangen worden, het is tegenwoordig nog nauwelijks zichtbaar in ondergoed, het is goedkoop, het hoeft niet ingebracht te worden, het kan nooit vergeten worden en het is makkelijk te verwisselen. Wellicht daarom dat de meerderheid van alle menstruerende vrouwen voor deze vorm van intieme hygiëne kiest.
Marktleider in Europa is de firma Procter & Gamble, met het Always-maandverband.

## Eerste soorten wegwerpmaandverband
Een tussenvorm die vanaf de jaren 60 veel in gebruik was, was wel een wegwerpverband, veel dikker en minder goed absorberend dan latere varianten. Dat wegwerpverband had geen plakstrook, maar werd bevestigd met een gordeltje, volgens een constructie die wat lijkt op een jarretel. Daartoe had het maandverband lange strookjes stof aan voor en achterzijde.
In 1952 ontwierp en patenteerde de Amerikaanse Mary Kenner (1912-2006) een riem die het maandverband op zijn plaats kon houden. Samenwerkingen met bedrijven om het product verder te ontwikkelen en verkopen kwamen niet van de grond. Toen het patent 17 jaar later verliep begonnen bedrijven de maandverbandriem te produceren voor de verkoop.

## Gangbare soorten maandverband
De meest eenvoudige soort die in de winkel verkrijgbaar is, is te herkennen aan de grote vierkante, platte verpakking. De maandverbandjes die erin zitten, zijn langwerpig en rechthoekig en ongeveer een centimeter dik. De absorptie geschiedt door een dikke laag celstof. Het maandverband is erg goedkoop. Daarentegen hecht de plakstrook slecht en absorbeert het maar een beperkte hoeveelheid bloed. De kans op doorlekken is groot bij dit type maandverband. Vervangen van het verband moet dan ook vaak gebeuren. Verder is het door zijn dikte bij broekdragende vrouwen enigszins zichtbaar.
De duurdere merken, variërend van huismerk tot merken die in de televisiereclames worden aangeprezen, zijn aanmerkelijk dunner en hebben een beter hechtende plakstrook. De absorptie van bloed wordt uitgevoerd door kleine korreltjes die in staat zijn om meerdere keren hun eigen volume aan vloeistof op te nemen. Onder de korreltjes bevindt zich een dun plastic folie om doorlekken te voorkomen. Met name de duurdere merken hebben een versmalling in het midden van het maandverband en een verbreding aan beide uiteinden, zodat ze beter gevormd zijn naar de vorm van de onderbroek en daardoor beter op de billen aansluiten. De duurdere merken kennen naast het standaard maandverband ook nog enkele andere variëteiten, waaronder:
Vleugels
Het merk Always introduceerde in de jaren 90 de zogeheten 'vleugels' aan het maandverband. Deze vleugels waren twee plakstrookjes, die zich halverwege het maandverband aan beide kanten van het maandverband bevonden. Door de vleugels rond de rand van de onderbroek om te vouwen en de plakstrookjes aan de onderkant van de onderbroek vast te plakken, bleef het maandverband nog beter op zijn plaats. Bovendien werd nu ook het langslekken bestreden. Andere merken en ook de huismerken, volgden Always hierin. Hoewel de vleugels in hun functie naar behoren voldoen, vindt niet iedere vrouw ze comfortabel zitten.
Nachtverband
Nachtmaandverband dient ervoor om al het bloed op te vangen dat tijdens het slapen het lichaam verlaat. Het is iets dikker en is zowel aan de voor- als aan de achterkant langer en breder, omdat de stroming van het bloed tijdens het liggen minder voorspelbaar is.
Miniverband
Miniverband (deze term wordt overigens niet als zodanig algemeen gebruikt) is extra dun en bedoeld voor de laatste dagen van de menstruatie.
Stringverband
Rond het jaar 2000 zijn er ook speciale maandverbandjes op de markt gekomen die in een string gedragen kunnen worden. Deze lopen naar achteren taps toe.

## Absorberende materialen
De precieze bestanddelen van het in duurdere merken gebruikte bloed-absorberende materiaal is niet geheel duidelijk. Waarschijnlijk is het iets soortgelijks als wat er in luiers wordt toegepast om urine op te nemen.

## Gebruik van maandverband
Afhankelijk van de hevigheid van de menstruatie en het type verband dat gebruikt wordt, moet er op één dag vaak van maandverband gewisseld worden. Dit kan bij sommige vrouwen zelfs oplopen tot wel één maandverbandje per uur. Gemiddeld zal het echter meer in de buurt zitten van eens per vier uur.
Na gebruik kan het maandverband in een maandverbandwegwerpzakje gedeponeerd worden, alvorens het in de vuilnisbak wordt gegooid. Soms zijn er geen aparte wegwerpzakjes nodig. De verpakking van het nieuwe maandverbandje is in sommige gevallen uitgerust met een plakbandje en kan daardoor gebruikt worden om het vorige maandverbandje in te pakken en hygiënisch weg te gooien.

## Alternatieven

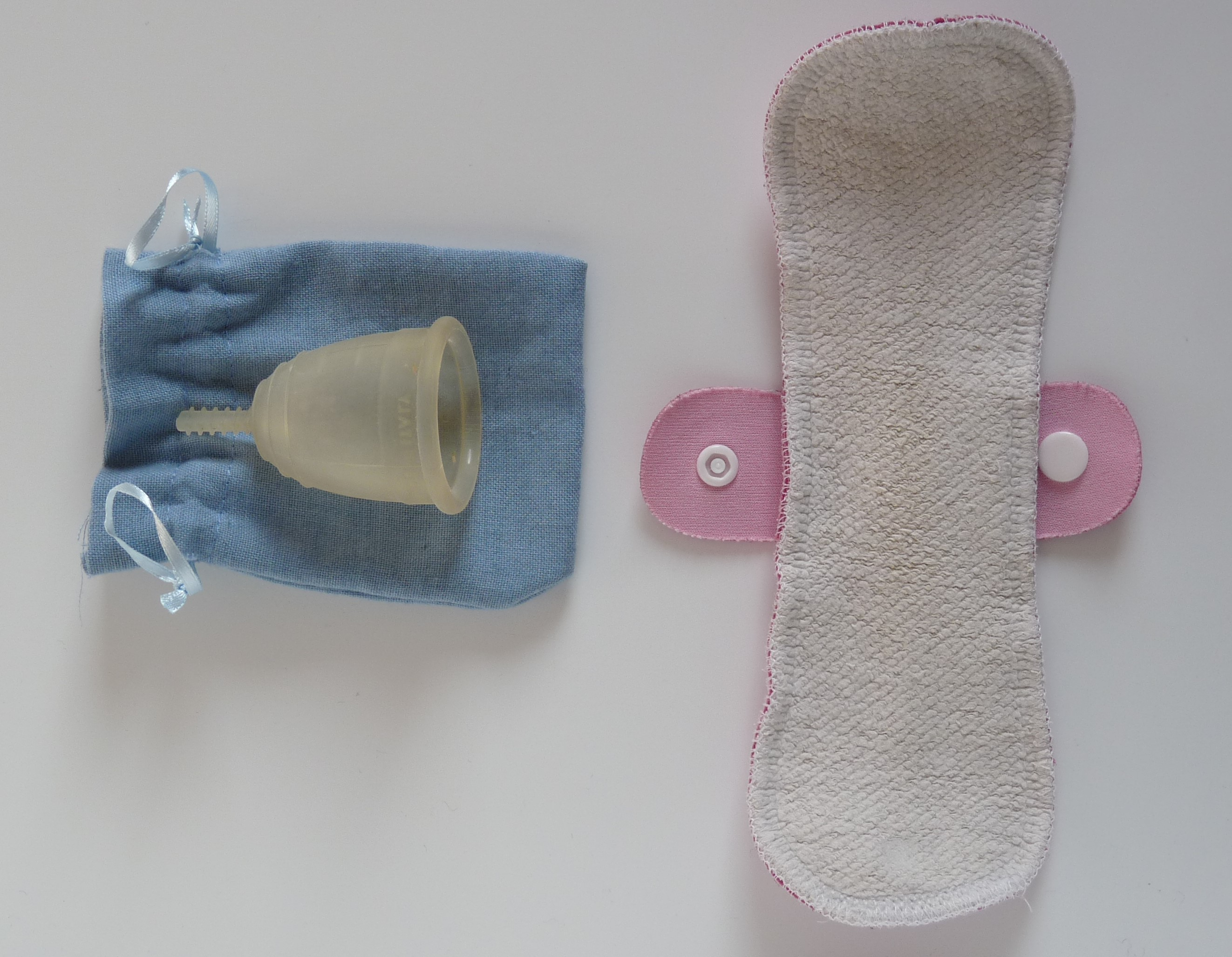
Herbruikbaar menstruatiemateriaal

In de jaren 70 kwam de tampon in zwang, omdat deze uiterlijk minder zichtbaar is en het bloed reeds opvangt alvorens het het lichaam verlaat. De tampon heeft echter een slechte naam vanwege TSS, het dodelijke toxischeshocksyndroom, dat kan optreden bij verkeerd gebruik. Het inlegkruisje is van nog later datum, maar is door zijn geringe opvangcapaciteit tijdens de menstruatie eigenlijk minder geschikt voor gebruik. Een ander product is de menstruatiecup, een klein rubberen bekertje met daaronder een steeltje of een lus, dat ingebracht wordt en zich vastzuigt aan de omgeving van de baarmoedermond, zodat het daar functioneert als een soort opvangruimte. Nog een alternatief is de zogenaamde softcup, dat net als de tampon wordt ook inwendig wordt aangebracht.
Ook is het mogelijk zelf (wasbaar, dus duurzaam) maandverband te maken. Geschikte materialen zijn o.a. katoen, bamboevezel en hennepvezel. De meest simpele manier is de vorm van een maandverband overnemen op stof, uitknippen en enkele lagen op elkaar stikken. Vaak wordt aan de 'vleugels' nog een knoopje of klittenbandje bevestigd om het maandverband om de slip heen te vouwen en vast te zetten zodat het niet gaat schuiven. Voordelen van stoffen maandverband zijn de duurzaamheid en dat het beter ademt, waardoor schimmelinfecties minder kans krijgen.

## Tampontaks
Tampontaks is de btw die wordt geheven op tampons, maandverband en inlegkruisjes. In veel landen worden acties ondernomen om de tampontaks af te schaffen. Tampons en maandverband zijn immers geen luxe-producten, maar noodzakelijke producten die iedereen die menstrueert nodig heeft. In de ogen van tegenstanders van de tampontaks vergroot deze belasting de ongelijkheid tussen mannen en vrouwen.